# Amblyeleotris fontanesii
Amblyeleotris fontanesii là một loài cá biển thuộc chi Amblyeleotris trong họ Cá bống trắng. Loài cá này được mô tả lần đầu tiên vào năm 1853.

## Từ nguyên
Từ định danh fontanesii được đặt theo tên H. R. F. Fontanes, bác sĩ phẫu thuật cấp cao (surgeon major) của Quân đội Đông Ấn Hà Lan, người đã cung cấp một bộ mẫu cá từ đảo Sulawesi, có lẽ cũng bao gồm cả loài cá này.

## Phạm vi phân bố và môi trường sống
A. fontanesii có phân bố tập trung ở vùng Đông Ấn - Tây Thái, từ biển Andaman về phía đông đến Palau và Vanuatu, giới hạn phía bắc đến quần đảo Ryukyu (Nhật Bản), phía nam đến bờ đông bắc Úc và Nouvelle-Calédonie.
A. fontanesii sinh sống trên nền đáy mềm (cát, bùn) của thảm cỏ biển, đầm phá, rạn san hô và cửa sông, độ sâu khoảng 3–35 m.

## Mô tả
Chiều dài cơ thể lớn nhất được ghi nhận ở A. fontanesii là 25 cm. Loài này có màu trắng xám, có 5 khoanh sọc màu nâu sẫm, lấm chấm vàng cam trên đầu. Vây lưng trước có đốm đen lớn. Vây đuôi thuôn nhọn, dài hơn đầu.
Số gai vây lưng: 7; Số tia vây lưng: 15; Số gai vây hậu môn: 1; Số tia vây hậu môn: 16; Số gai vây bụng: 1; Số tia vây bụng: 5; Số tia vây ngực: 20.

## Sinh thái
A. fontanesii sống cộng sinh với tôm gõ mõ Alpheus.

## Thương mại
A. fontanesii là một thành phần trong ngành buôn bán cá cảnh.